# Mellody Hobson
Mellody Hobson (Chicago, 3 aprile 1969) è un'imprenditrice statunitense, presidente e co-CEO di Ariel Investments, e dal dicembre 2020 presidente di Starbucks Corporation, la prima donna di colore a essere presidente di una società S & P 500.
È stata presidente di DreamWorks Animation e nel 2017 la prima donna afroamericana a capo dell'Economic Club di Chicago.

## Biografia
La più giovane di una famiglia di sei figli, Hobson si è laureata al St. Ignatius College Prep di Chicago nel 1987 e alla Princeton University nel 1991.

## Carriera
Poco dopo la laurea, Hobson è entrata a far parte come stagista di Ariel Investments, una società di investimento di Chicago che gestisce quasi 13 miliardi di dollari di attività. È diventata vicepresidente senior e direttore marketing dell'azienda.   Nel 2000 è stata nominata presidente della società che è anche una delle più grandi società di gestione del denaro e fondi comuni di proprietà afroamericana negli Stati Uniti. Ha contribuito ai segmenti finanziari di Good Morning America per molti anni.
Hobson è anche presidente del consiglio di Fondazione di Ariel Investment Trust. Collabora regolarmente su questioni finanziarie con CBS in  This Morning ed è stata portavoce dell'annuale Ariel/ Schwab Black Investor Survey.
Hobson fa parte del consiglio di amministrazione di molte organizzazioni, tra cui JPMorgan Chase & Co., il Chicago Public Education Fund, il Lucas Museum of Narrative Art e il Sundance Institute. È anche nel consiglio di amministrazione di Starbucks Corporation e precedentemente di The Estée Lauder Companies Inc. Hobson è apparsa nel 2015 nella lista annuale della rivista tra le cento persone più influenti del mondo,  nella rivista Ebony del 1992 nei "20 Leaders of the Future" della rivista Ebony, nei "Global Leaders of Tomorrow" del World Economic Forum del 2001, nell'Esquire "America's Best and Brightest" nel 2002, nel "Womento Watch" del Wall Street Journal nel 2004.
Hobson ha creato e condotto uno show sulla ABC il 29 maggio 2009, chiamato Unbroke: What You Need to Know About Money, con celebrità come i Jonas Brothers, Oscar the Grouch e Samuel L. Jackson.
Nel dramma televisivo americano The Good Wife, l'attrice Vanessa L. Williams ha basato il suo personaggio, l'imprenditrice self-made Courtney Paige, su Hobson.
Nel 2017, Hobson è stata nominata a capo dell'Economic Club di Chicago, la prima donna afroamericana a farlo. Il 6 agosto 2017, Hobson è stataa ospite dell'episodio annuale "Money Issue" della CBS Sunday Morning.
Il 4 giugno 2018, Hobson è stato nominato vicepresidente di Starbucks Corporation. Dopo aver guidato il comitato finanziario è stata eletta presidente del consiglio di amministrazione nel 2020.
L'8 ottobre 2020, Mellody Hobson e la Hobson / Lucas Family Foundation hanno fatto il regalo principale per realizzare un nuovo college residenziale presso l'Università di Princeton. L'Hobson College sarà il primo college residenziale di Princeton intitolato a una donna di colore e sarà costruito sul sito del First College, precedentemente noto come Wilson College.

## Premi
Mellody Hobson è stata nominata vincitrice della Lincoln Academy of Illinois e insignito dell'Ordine di Lincoln (la più alta onorificenza dello Stato) dal Governatore dell'Illinois nel 2018.

## Vita privata
Hobson ha iniziato a frequentare il regista e produttore George Lucas nel 2006, dopo che si sono incontrati a una conferenza di lavoro. Hobson e Lucas hanno annunciato il loro fidanzamento nel gennaio 2013 e si sono sposati il 22 giugno 2013 allo Skywalker Ranch di Lucas.  Hanno una figlia, Everest Hobson Lucas, nata tramite maternità surrogata nell'agosto 2013.
Hobson è stata fotografata da Annie Leibovitz per il Calendario Pirelli 2016.
È apparsa al Jack Good Show nell'agosto 2017, dove ha accettato l'apprezzamento della città di Birmingham per il suo lavoro di beneficenza con i Bright Leaders of Tomorrow di Birmingham.